# Dötk
Dötk község Zala vármegyében, a Zalaszentgróti járásban. 172 hektáros kiterjedésével a megye harmadik legkisebb közigazgatási területű települése.

## Fekvése
A Zala folyó mellett található, Pakodtól délre. Zsáktelepülés, amely közúton csak Pakod felől érhető el, a 7328-as útból ott kiágazó, 2,5 kilométer hosszú 73 205-ös számú mellékúton.

## Közélete

### Polgármesterei
- 1990–1994: Cseh Németh Jánosné (független)[4]
- 1994–1998: Boda Istvánné (független)[5]
- 1998–2002: Boda Istvánné (független)[6]
- 2002–2006: Boda Istvánné (független)[7]
- 2006–2010: Boda Istvánné (független)[8]
- 2010–2014: Boda Istvánné (független)[9]
- 2014–2019: Takácsné Martincsevics Veronika (független)[10]
- 2019–2024: Takácsné Martincsevics Veronika (független)[11]
- 2024– : Takácsné Martincsevics Veronika (független)[1]

## Népesség
A település népességének változása:
| Lakosok száma | 27   | 31   | 36   | 51   | 44   | 47   | 44   |
|               | 2013 | 2014 | 2015 | 2021 | 2022 | 2023 | 2024 |

A 2011-es népszámlálás idején a nemzetiségi megoszlás a következő volt: magyar 96%. A lakosok 64%-a római katolikusnak vallotta magát (28% nem nyilatkozott).
2022-ben a lakosság 84,1%-a vallotta magát magyarnak, 11,4% németnek (4,5% nem nyilatkozott). Vallásuk szerint 31,8% volt római katolikus, 13,6% felekezeten kívüli (54,5% nem válaszolt).